# Gunnar Gunnarsson (språkforskare)
Gunnar Oscar Ingemar Gunnarsson, född 29 augusti 1899 på Meldersteins bruk i Råneå, död 14 november 1987 i Djursholm, var en svensk slavist, huvudsakligen verksam vid Uppsala universitet.

## Biografi
Gunnarsson blev filosofie doktor och docent i slaviska språk 1931 vid Uppsala universitet. Han blev professor i slaviska språk vid Lunds universitet 1938 innan han 1940 blev professor i samma ämne vid Uppsala universitet, där han blev kvar sin pensionering 1966. Gunnarsson fick stor betydelse för uppbyggnaden av den slaviska institutionen i Uppsala under efterkrigstiden. Men han ägnade sig också åt universitetspedagogisk verksamhet som upphovsman till en rysk och en polsk nybörjarbok samt medverkan i ett rysk-svenskt lexikon. Han arbetade som avdelningsredaktör för Bonniers konversationslexikon åren 1921–1924 och var initiativtagare och mångårig huvudredaktör för Norstedts uppslagsbok från 1927. 
Gunnarsson var ledamot av Kungliga Humanistiska Vetenskapssamfundet i Uppsala från 1941, Kungliga Vetenskaps-Societeten i Uppsala från 1956 och ordförande i '"Commission internationale des études slaves från 1960 till 1965, därefter dess hedersordförande.
Gunnarsson var son till agronomen Oscar Gunnarsson och dennes hustru Albertina Bergman. Han gifte sig första gången 1925 med Birgit Ekstrand och andra gången 1939 med Karin Nordquist. Gunnarsson är begravd på Djursholms begravningsplats.